# کشاورزی هوشمند
کشاورزی هوشمند (Smart agriculture) یا (Smart Farming) به شیوه‌ای نوین از کشت، نگهداری و برداشت محصولات کشاورزی و گیاهان مبتنی بر تکنولوژی و فرایندهای خودکار و هوشمند اشاره دارد. اگر این خودکار بودن در تصمیم‌گیری باشد به آن کشاورزی هوشمندانه گفته می‌شود و اگر در مورد سیستم‌های سنجش از راه دور و شیر برقی‌ها و کنترل‌کننده‌ها و… باشد اتوماسیون نام دارد. کشاورزی هوشمند شامل لایه‌های سخت‌افزاری و نرم‌افزاری است که با هدف بهینه‌سازی فرایندها و استفاده از منابع و بهره‌برداری مؤثر از فضای سبز و زمین‌های کشاورزی و افزایش بهره‌وری از آب کشاورزی به یکدیگر متصل می‌شوند. کشاورزی هوشمند می‌تواند نقش مهمی در امنیت غذایی و جلوگیری از اتلاف منابع داشته باشد. راهکارهای کشاورزی هوشمند در بخش اتوماسیون امروزه در بستر اینترنت اشیا طراحی و پیاده‌سازی می‌گردد و در بخش کشاورزی هوشمندانه و افزایش مؤثر سودآوری از آب بوسیله هوش مصنوعی انجام می‌گردد و نیازی به سخت‌افزار و سنسور و … ندارد.

## اجزا سیستم
یک راهکار کشاورزی یا آبیاری هوشمند، از مجموعه‌ای سخت‌افزار نظیر حسگرهای پایش وضعیت خاک و آب، ایستگاه‌های هواشناسی، شیر برقی و کنترل‌کننده آن و معمولاً یک دروازه (Gateway) و همچنین لایه‌های نرم‌افزاری شامل پلتفرم جمع‌آوری و مدیریت داده‌ها و اپلیکیشن‌های کاربر نهایی است جهت افزایش ۱۰ درصدی سود آوری و راه کار دوم استفاده از سیستم تصمیم‌گیر بدون نیاز به سخت‌افزار جهت افزایش حداقل ۳۰ درصدی.

## تجهیزات
در کشاورزی هوشمند در بخش اتوماسیون از مجموعه ای از ابزارهای مدرن و گران‌قیمت از جمله ماهواره‌ها، هواپیماها، پهپاد‌ها (ِDrone) و سیستم‌های کنترل‌کننده کشاورزی (Agriculture Automation Controller) برای جمع‌آوری اطلاعات محیطی مزارع شامل میزان رطوبت، وضعیت آفات و وضعیت محصولات استفاده می‌شود. ابزارهای پرنده با استفاده از سنسورهای مادون قرمز (NIR) می‌توانند سلامت گیاهان را بر اساس میزان جذب نور بررسی کنند و بدین ترتیب دیدی کلی از سلامت مزرعه به دست می‌آورند.
و در بخش هوش مصنوعی بدون نیاز به هیچ گونه سخت‌افزاری با کمترین هزینه ممکن به بهترین نتیجه در افزایش سطح زیر کشت یا تناژ برداشتی خواهید رسید

## نرم‌افزارها
پس از جمع‌آوری اطلاعات با استفاده از نرم‌افزار‌های کشاورزی (agriculture Software) اطلاعات به دست آمده دسته‌بندی و پردازش می‌شود و اقدامات لازم نظیر آبیاری، محلول پاشی، سم پاشی و … بر اساس تحلیل‌های نرم‌افزار انجام می‌شوند. این نرم‌افزارها با تنظیم زمان‌بندی و ایجاد جدول فرایندهای کشاورزی می‌توانند باعث افزایش نظم در مراحل مختلف کشاورزی شوند.

## بسترهای ارتباطی
کشاورزی هوشمند و همین‌طور بسترهای ارتباطی دیگر طراحی و اجرا می‌شوند. با روند رو به رشد اینترنت اشیا و راهکارهای بی‌سیم و همچنین قابلیت توسعه و یکپارچگی که با سایر سیستم‌ها دارد، امروزه راهکارهای مبتنی بر اینترنت اشیا بیش از پیش مورد استفاده قرار می‌گیرند. در این میان پروتکل‌های دوربرد کم‌مصرف (LPWAN) نظیر LoRa و Sigfox برای مساحت‌های بزرگ بیشتر از سایر پروتکل‌های ارتباطی مورد استفاده قرار می‌گیرند.

## کاربردها
- مزارع و زمین‌های کشاورزی
- باغ‌ها و گلخانه‌ها
- فضاهای سبز شهری
- باغچه‌ها و فضای سبز مسکونی
- گلدان‌های خانگی

## مزایای کشاورزی هوشمند
- صرفه جویی در آب مصرفی
- صرفه جویی در منابع انسانی
- امکان پایش و رصد دائمی وضعیت خاک، آب و گیاهان
- امکان کنترل و دسترسی سیستم از راه دور
- قابلیت توسعه و یکپارچگی سیستم با اجزا دیگر
- بهبود وضعیت رشد و سلامت گیاهان
- افزایش بهره‌وری زمین‌های کشاورزی